# Tour de Omán 2013
La 4.ª edición del Tour de Omán tuvo lugar del 11 de febrero al 16 de febrero de 2013 con un recorrido de 938,5 km  entre Al Musannah y Matrah Corniche. 
Organizada por la ASO, forma parte del UCI Asia Tour 2012-2013, dentro de la categoría 2.HC (máxima categoría de estos circuitos).
El ganador final fue Chris Froome (quien además se hizo con una etapa y con la clasificación por puntos). Le acompañaron en el podio Alberto Contador y Cadel Evans, respectivamente.
En las otras clasificaciones secundarias se impusieron Kenny Elissonde (jóvenes), BMC Racing (equipos) y Bobbie Traksel (combatividad).

## Equipos participantes
Tomaron parte en la carrera 18 equipos: 12 equipos de categoría UCI ProTeam; 5 de categoría Profesional Continental; y la Selección de Japón. Formando así un pelotón de con 142 ciclistas, con 8 corredores cada equipo, de los 137. que acabaron Los equipos participantes fueron:
| Equipo                               | Cód. UCI | Categoría               |
| ------------------------------------ | -------- | ----------------------- |
| Omega Pharma-Quick Step Cycling Team | OPQ      | UCI ProTeam             |
| Sky Procycling                       | SKY      | UCI ProTeam             |
| RadioShack Leopard                   | RLT      | UCI ProTeam             |
| BMC Racing Team                      | BMC      | UCI ProTeam             |
| FDJ                                  | FDJ      | UCI ProTeam             |
| Team Saxo-Tinkoff                    | TST      | UCI ProTeam             |
| Astana Pro Team                      | AST      | UCI ProTeam             |
| IAM Cycling                          | IAM      | Profesional Continental |
| Team Argos-Shimano                   | ARG      | UCI ProTeam             |
| Cannondale Pro Cycling               | CAN      | UCI ProTeam             |
| AG2R La Mondiale                     | ALM      | UCI ProTeam             |
| Orica GreenEDGE                      | OGE      | UCI ProTeam             |
| Vacansoleil-DCM Pro Cycling Team     | VCD      | UCI ProTeam             |
| Team NetApp-Endura                   | TNE      | Profesional Continental |
| Katusha                              | KAT      | Profesional Continental |
| Champion System Pro Cycling Team     | CSS      | Profesional Continental |
| Bardiani Valvole-CSF Inox            | LPM      | Profesional Continental |
| Selección de Japón                   |          | Selección nacional      |

## Etapas

### Etapa 1, 11-02-2013:Al Musannah–Universidad Sultán Qaboos, 162 km
|   | Ciclista           | Equipo                  | Tiempo         |
| - | ------------------ | ----------------------- | -------------- |
| 1 | Marcel Kittel      | Argos-Shimano           | 4 h 4 min 59 s |
| 2 | Davide Appollonio  | Ag2r La Mondiale        | a m.t.         |
| 3 | Nacer Bouhanni     | FDJ                     | a m.t.         |
| 4 | Alexander Kristoff | Katusha                 | a m.t.         |
| 5 | Tom Boonen         | Omega Pharma-Quick Step | a m.t.         |

|   | Ciclista          | Equipo           | Tiempo         |
| - | ----------------- | ---------------- | -------------- |
| 1 | Marcel Kittel     | Argos-Shimano    | 4 h 4 min 59 s |
| 2 | Davide Appollonio | Ag2r La Mondiale | a 4 s          |
| 3 | Bobbie Traksel    | Champion System  | a 4 s          |
| 4 | Nacer Bouhanni    | FDJ              | a 6 s          |
| 5 | Dominique Rollin  | FDJ              | a 9 s          |

### Etapa 2, 12-02-2013:Bidbid-Al Bustan, 146 km
|   | Ciclista        | Equipo                  | Tiempo          |
| - | --------------- | ----------------------- | --------------- |
| 1 | Peter Sagan     | Cannondale              | 3 h 48 min 36 s |
| 2 | Tony Gallopin   | RadioShack Leopard      | a 5 s           |
| 3 | Martin Elmiger  | IAM                     | a m.t.          |
| 4 | Vincenzo Nibali | Astana                  | a m.t.          |
| 5 | Zdeněk Štybar   | Omega Pharma-Quick Step | a 7 s           |

|   | Ciclista        | Equipo             | Tiempo           |
| - | --------------- | ------------------ | ---------------- |
| 1 | Peter Sagan     | Cannondale         | '7 h 53 min 25 s |
| 2 | Tony Gallopin   | RadioShack Leopard | a 9 s            |
| 3 | Martin Elmiger  | IAM                | a 11 s           |
| 4 | Vincenzo Nibali | Astana             | a 15 s           |
| 5 | Nacer Bouhanni  | FDJ                | a 17 s           |

### Etapa 3, 13-02-2013:Nakhal Fort–Wadi Dayqah Dam, 190 km
|   | Ciclista          | Equipo             | Tiempo          |
| - | ----------------- | ------------------ | --------------- |
| 1 | Peter Sagan       | Cannondale         | 5 h 06 min 28 s |
| 2 | Greg Van Avermaet | BMC Racing         | a 1 s           |
| 3 | Tony Gallopin     | RadioShack Leopard | m.t.            |
| 4 | Alberto Contador  | Saxo-Tinkoff       | m.t.            |
| 5 | Marco Marcato     | Vacansoleil-DCM    | m.t.            |

|   | Ciclista          | Equipo             | Tiempo           |
| - | ----------------- | ------------------ | ---------------- |
| 1 | Peter Sagan       | Cannondale         | 12 h 59 min 43 s |
| 2 | Tony Gallopin     | RadioShack Leopard | a 16 s           |
| 3 | Greg Van Avermaet | BMC Racing         | a 26 s           |
| 4 | Martin Elmiger    | IAM                | a 30 s           |
| 5 | Nacer Bouhanni    | FDJ                | a 31 s           |

### Etapa 4, 14-02-2013:Samail–Jabal Al Akhdhar, 152 km
|   | Ciclista          | Equipo       | Tiempo          |
| - | ----------------- | ------------ | --------------- |
| 1 | Joaquim Rodríguez | Katusha      | 3 h 34 min 48 s |
| 2 | Chris Froome      | Sky          | a 4 s           |
| 3 | Cadel Evans       | BMC Racing   | a 22 s          |
| 4 | Alberto Contador  | Saxo-Tinkoff | a 27 s          |
| 5 | Vincenzo Nibali   | Astana       | a 35 s          |

|   | Ciclista          | Equipo       | Tiempo           |
| - | ----------------- | ------------ | ---------------- |
| 1 | Chris Froome      | Sky          | 16 h 35 min 05 s |
| 2 | Cadel Evans       | BMC Racing   | a 24 s           |
| 3 | Alberto Contador  | Saxo-Tinkoff | a 25 s           |
| 4 | Vincenzo Nibali   | Astana       | a 34 s           |
| 5 | Joaquim Rodríguez | Katusha      | a 45 s           |

### Etapa 5, 15-02-2013:Al Alam Palace–Ministry of Housing in Boshar, 144 km
|   | Ciclista          | Equipo                  | Tiempo          |
| - | ----------------- | ----------------------- | --------------- |
| 1 | Chris Froome      | Sky                     | 3 h 29 min 19 s |
| 2 | Alberto Contador  | Saxo-Tinkoff            | m.t.            |
| 3 | Joaquim Rodríguez | Katusha                 | m.t.            |
| 4 | Daryl Impey       | Orica GreenEDGE         | a 4 s           |
| 5 | Zdeněk Štybar     | Omega Pharma-Quick Step | m.t.            |

|   | Ciclista          | Equipo           | Tiempo           |
| - | ----------------- | ---------------- | ---------------- |
| 1 | Chris Froome      | Sky              | 20 h 04 min 13 s |
| 2 | Alberto Contador  | Saxo-Tinkoff     | a 27 s           |
| 3 | Cadel Evans       | BMC Racing       | a 39 s           |
| 4 | Joaquim Rodríguez | Katusha          | a 50 s           |
| 5 | Rinaldo Nocentini | AG2R La Mondiale | a 1 min 13 s     |

### Etapa 6, 16-02-2013:Hawit Nagam Park–Matrah Corniche, 144 km
|   | Ciclista       | Equipo          | Tiempo  |
| - | -------------- | --------------- | ------- |
| 1 | Nacer Bouhanni | FDJ             | h min s |
| 2 | Matthew Goss   | Orica-GreenEDGE | m.t.    |
| 3 | Taylor Phinney | BMC Racing      | m.t.    |
| 4 | Elia Viviani   | Cannondale      | m.t.    |
| 5 | Borut Božič    | Astana          | m.t.    |

|   | Ciclista          | Equipo           | Tiempo       |
| - | ----------------- | ---------------- | ------------ |
| 1 | Chris Froome      | Sky              | h min s      |
| 2 | Alberto Contador  | Saxo-Tinkoff     | a 27s        |
| 3 | Cadel Evans       | BMC Racing       | a 39s        |
| 4 | Joaquim Rodríguez | Katusha          | a 50 s       |
| 5 | Rinaldo Nocentini | Ag2r La Mondiale | a 1 min 13 s |

## Clasificaciones finales

### Clasificación general
| Posición | Ciclista           | Equipo           | Tiempo        |
| -------- | ------------------ | ---------------- | ------------- |
|          | Chris Froome       | Sky              | 23h 28min 33s |
| 2        | Alberto Contador   | Saxo-Tinkoff     | a 27s         |
| 3        | Cadel Evans        | BMC Racing       | a 39s         |
| 4        | Joaquim Rodríguez  | Katusha          | a 50s         |
| 5        | Rinaldo Nocentini  | Ag2r La Mondiale | a 1min 13s    |
| 6        | Johann Tschopp     | IAM              | a 1min 13s    |
| 7        | Vincenzo Nibali    | Astana           | a 1min 19s    |
| 8        | Kenny Elissonde    | FDJ              | a 1min 34s    |
| 9        | Domenico Pozzovivo | Ag2r La Mondiale | a 1min 44s    |
| 10       | Maxime Bouet       | Ag2r La Mondiale | a 1min 57s    |

### Clasificación de los puntos
| Posición | Ciclista          | Equipo       | Puntos |
| -------- | ----------------- | ------------ | ------ |
|          | Chris Froome      | Team Sky     | 33     |
| 2        | Alberto Contador  | Saxo-Tinkoff | 29     |
| 3        | Joaquim Rodríguez | Katusha      | 26     |

### Clasificación de los jóvenes
| Posición | Ciclista        | Equipo     | Tiempo           |
| -------- | --------------- | ---------- | ---------------- |
|          | Kenny Elissonde | FDJ        | 23 h 30 min 07 s |
| 2        | Yannick Eijssen | BMC Racing | a 35 s           |
| 3        | Geoffrey Soupe  | FDJ        | a 1 min 18 s     |

### Clasificación por equipos
| Posición | Equipo           | Tiempo           |
| -------- | ---------------- | ---------------- |
|          | BMC Racing       | 70 h 30 min 18 s |
| 2        | Ag2r La Mondiale | a 18 s           |
| 3        | FDJ              | a 2 min 51 s     |

### Clasificación de la Combatividad
| Posición | Ciclista                 | Equipo                    | Puntos |
| -------- | ------------------------ | ------------------------- | ------ |
|          | Bobbie Traksel           | Champion System           | 17     |
| 2        | Jesús Hernández Blázquez | Saxo-Tinkoff              | 9      |
| 3        | Christian Delle Stelle   | Bardiani Valvole-CSF Inox | 8      |

## Evolución de las clasificaciones
| Etapa (Vencedor)              | Clasificación general | Clasificación por puntos | Clasificación de los jóvenes | Clasificación por equipos | Clasificación de la combatividad |
| ----------------------------- | --------------------- | ------------------------ | ---------------------------- | ------------------------- | -------------------------------- |
| 1.ª etapa (Marcel Kittel)     | Marcel Kittel         | Marcel Kittel            | Marcel Kittel                | Bardiani Valvole-CSF Inox | Bobbie Traksel                   |
| 2.ª etapa (Peter Sagan)       | Peter Sagan           | Marcel Kittel            | Peter Sagan                  | Cannondale                | Bobbie Traksel                   |
| 3.ª etapa (Peter Sagan)       | Peter Sagan           | Peter Sagan              | Peter Sagan                  | BMC Racing                | Bobbie Traksel                   |
| 4.ª etapa (Joaquim Rodríguez) | Chris Froome          | Peter Sagan              | Kenny Elissonde              | BMC Racing                | Bobbie Traksel                   |
| 5.ª etapa (Chris Froome)      | Chris Froome          | Chris Froome             | Kenny Elissonde              | BMC Racing                | Bobbie Traksel                   |
| 6.ª etapa (Nacer Bouhanni)    | Chris Froome          | Chris Froome             | Kenny Elissonde              | BMC Racing                | Bobbie Traksel                   |
| Clasificación final           | Chris Froome          | Chris Froome             | Kenny Elissonde              | BMC Racing                | Bobbie Traksel                   |